# Santuario Niukanshōfu
Santuario Niukanshōfu o Niukanshōbu (丹生官省符神社?, Niukanshōfu-jinja, Niukanshōbu-jinja) è un tempio shintoista nel distretto di Ito, prefettura di Wakayama, in Giappone.
Nel 2004 è stato designato come parte del patrimonio dell'umanità dell'UNESCO con il nome di Siti sacri e vie di pellegrinaggio nella catena montuosa di Kii.